# 互联网干预开放观察
互联网干预开放观察或网络干扰公共天文台（英語：Open Observatory of Network Interference，OONI）是一个观测全球互联网审查的组织。其依赖志愿者运行其测试软件来检测网络封锁，并将测试结果报告给该组织。截止2019年，OONI已经分析了233个国家的2.92亿网络连接。

## 发展

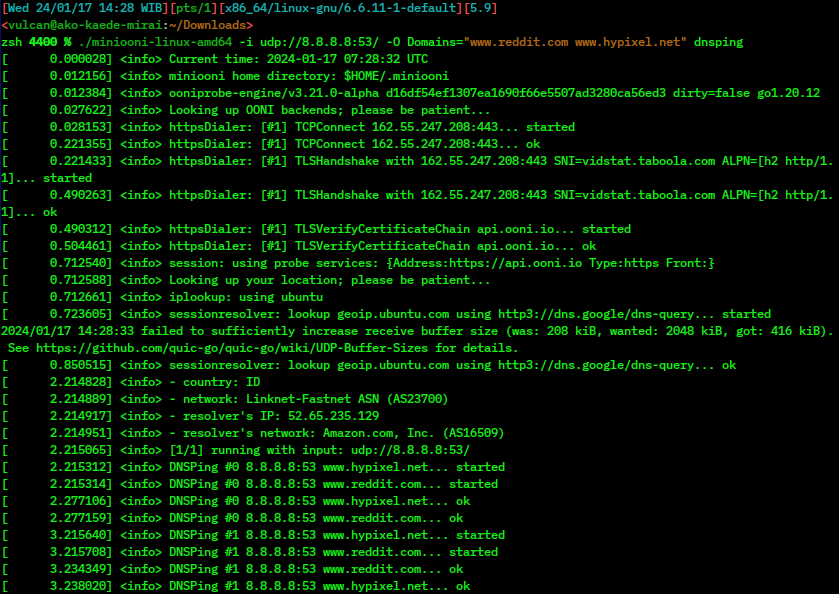
在Linux平台上运行的miniooni命令行程序

2012年，OONI原本作为Tor项目旗下的一个自由软件项目启动，旨在研究全球互联网审查。2017年，OONI启动了OONI Probe项目。OONI Probe是一款用于进行一系列网络测试的移动应用程序。这些测试涵盖了对被屏蔽的网站、应用程序和其他工具，以及中间盒的检测。这些测试结果可通过OONI Explorer和其API访问。
直至2018年，该项目获得来自开放技术基金会128.607万美元的资助。

## 测试
目前OONI部署了如下测试类型：
- 网络连接
- DNS一致性
- HTTP Host
- HTTP请求

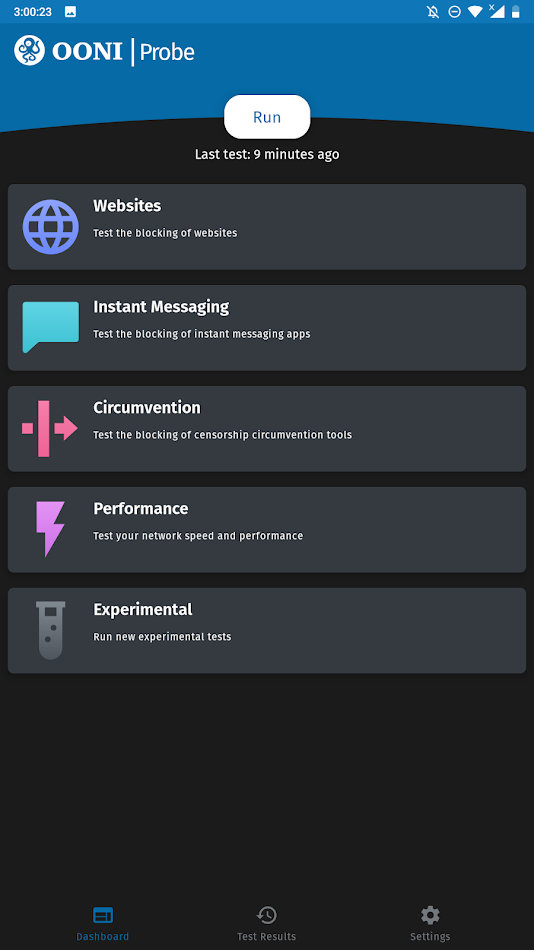
OONI Probe应用的仪表盘截图

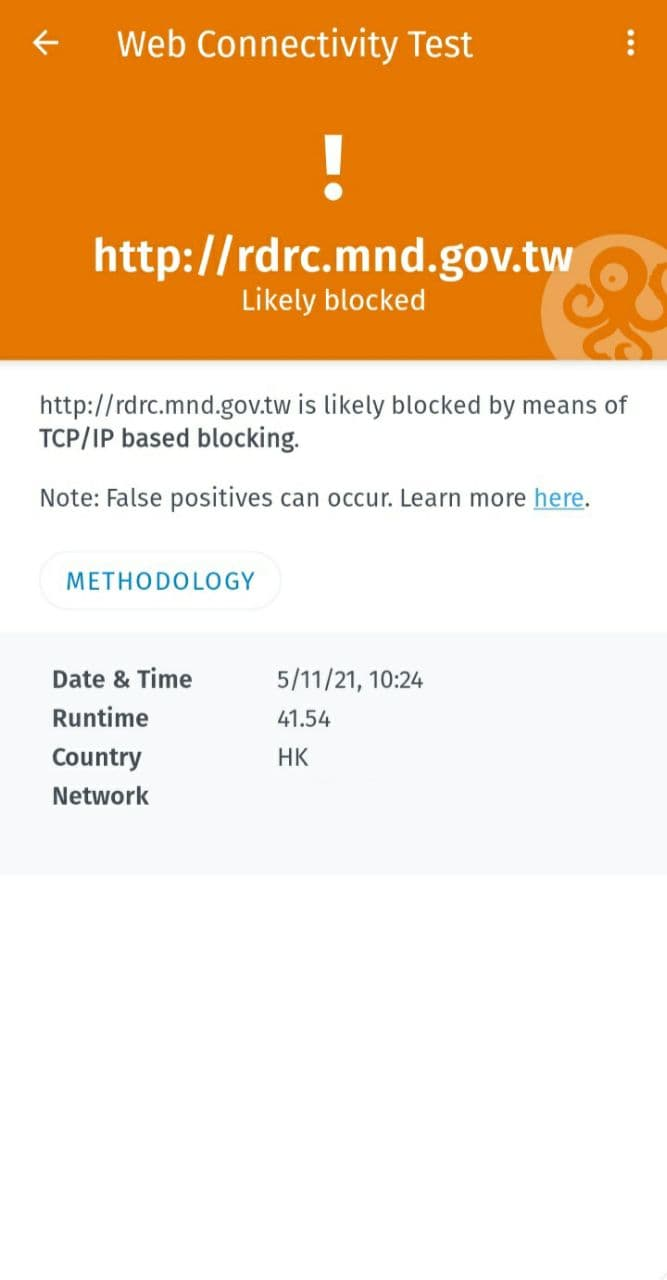
OONI测试中華民國國防部國軍人才招募中心的網站可能被在TCP/IP层屏蔽的截图，参见香港网络审查#台灣相關網站

- Facebook Messenger可访问性
- Telegram可访问性
- WhatsApp可访问性
- Signal可访问性
- 对HTTP头字段操控的检测
- 对HTTP无效请求行的检测
- Meek前置请求
- Tor网桥可访问性
- Vanilla Tor可访问性
- RiseupVPN可访问性
- 赛风可访问性
- 基于HTTP的动态自适应流可访问性
- 网络诊断测试（Network Diagnostic Test，NDT）[12]

## 著名案例
OONI确认了对2019年伊朗互联网封锁的相关数据进行了分析。2019年2月24日，古巴独立新闻机构Tremenda Nota确认在全民公决之前的几个小时其网站被封锁，这是该国数十年以来首次举行新宪法公投。OONI网络测量数据证实了该网站以及其他几家独立媒体在全民公投期间被封锁。该国之前在2017年已经封锁了41个网站。OONI也检测到贝宁、赞比亚和多哥在选举期间出现的网络审查和互联网关闭。2019年5月，OONI报告中華人民共和國政府封锁了所有语言的维基百科。2022年俄羅斯入侵烏克蘭后，OONI确认了大部分俄罗斯互联网服务供应商开始封锁一些网站，其中包括Twitter、Facebook、Instagram、BBC、德国之声、自由欧洲电台、美国之音、国际文传电讯社、Meduza、Dozhd、纽约时报和尋找屬於你的。